# Torfowiec pokrewny
Torfowiec pokrewny (Sphagnum affine Renauld & Cardot) – gatunek mchu z rodziny torfowcowatych (Sphagnaceae).

## Rozmieszczenie geograficzne
Występuje w Europie i Ameryce Północnej.
W Ameryce Północnej rośnie we wschodniej części Stanów Zjednoczonych (w stanach: Alabama, Arkansas, Connecticut, Delaware, Floryda, Georgia, Illinois, Indiana, Karolina Południowa, Karolina Północna, Kentucky, Luizjana, Maine, Maryland, Massachusetts, Missisipi, Missouri, New Hampshire, New Jersey, Nowy Jork, Ohio, Oklahoma, Pensylwania, Tennessee, Vermont, Wirginia, Wirginia Zachodnia) oraz we wschodniej części Kanady (w prowincjach: Nowa Fundlandia i Labrador, Nowa Szkocja, Wyspa Księcia Edwarda).
W Europie występuje od Norwegii i Szwecji na północy po Włochy i Rumunię na południu. Jego zasięg południkowy rozciąga się od Islandii i Azorów na zachodzie do zachodniej Rosji na wschodzie. Rośnie na obszarach górskich, między innymi w Alpach, gdzie osiąga wysokość około 1400 m n.p.m., w Górach Dynarskich, Karpatach i Sudetach. Występuje na Wyspach Brytyjskich.
W Polsce udokumentowany został na nielicznych stanowiskach na Pojezierzu Południowobałtyckim w województwie pomorskim, poza tym na pojedynczych stanowiskach na Pojezierzu Chełmińsko-Dobrzyńskim i w południowej części kraju.

## Morfologia i anatomia
PokrójTorfowiec średniego rozmiaru tworzący raczej zwarte, rzadziej luźne, darnie koloru matowozielonego, zielonego, zielonobrązowego, z purpurowatym zabarwieniem, żółtawobrązowoochrowego lub pomarańczowobrązowoochrowego, rzadko brunatnego lub purpurowobrunatnego.
GłówkiOd płaskich do półkolistych, od luźnych do zbitych.
PęczkiZ dwiema zwężającymi się ku szczytom gałązkami odstającymi i przeważnie dwiema lub trzema gałązkami zwisającymi.
ŁodyżkiTęgie, ciemnobrązowe. Kora dobrze rozwinięta, z trzema bądź czterema warstwami rozdętych komórek. Cylinder wewnętrzny jest ciemnoczerwonobrązowy, niekiedy jaśniejszy – żółtawobrązowy. Komórki warstw wewnętrznych są wyposażone w liczne spiralne listewki; komórki warstw zewnętrznych mają ich mniej, ale zawierają charakterystyczne grzebieniaste blaszki po wewnętrznej stronie ściany komórkowej, czasami trudne do zauważenia. Komórki łodyżek gałązkowych również są wyposażone w  słabo widoczne, grzebieniaste blaszki po wewnętrznej stronie ściany komórkowej, a także w pory w ścianie zewnętrznej w miejscach przyczepu liści.
Listki łodyżkoweDo 1,9 mm długości, krótko językowate, łopatkowate lub szeroko prostokątne, z postrzępionym wierzchołkiem, w różny sposób ułożone na łodyżce – wzniesione, odstające lub zwisające. Komórki wodne są czasami septowane, głównie wzdłuż części krawędziowych górnej partii liścia.
Listki gałązkoweDo 2 mm długości, jajowate, jajowato-eliptyczne do eliptycznych, wklęsłe i kapturkowato zakończone. Komórki wodne po stronie grzbietowej liścia mocno wypukłe w przekroju poprzecznym i mają pory w komisurach. Na ich ścianach przylegających do komórek chlorofilowych obecne są grzebieniaste blaszki, jednak często widoczne jedynie u nasady liścia, a niekiedy może ich całkowicie nie być. Komórki chlorofilowe w przekroju poprzecznym są wąsko trapezowe, trójkątne lub szeroko trójkątne, zamknięte lub wąsko otwarte po grzbietowej stronie liścia, szeroko otwarte po stronie brzusznej.
Gatunki podobneMoże być mylony z innymi gatunkami z podrodzaju Sphagnum, np. z torfowcem brodawkowatym (Sphagnum papillosum) i Sphagnum austinii.
Od torfowca pokrewnego torfowiec brodawkowaty różni się zakończeniem gałązek odstających, które u tego pierwszego zwężają się ku końcowi, u drugiego są najczęściej tępo zakończone. U S. affine ściany komisuralne (styczne z komórkami chlorofilowymi) komórek wodnych mają co najwyżej słabo widoczne blaszki, u S. papillosum natomiast mają wyraźne brodawki. Torfowiec pokrewny ma wąsko trapezowe lub trójkątne komórki chlorofilowe w przekroju poprzecznym listka gałązkowego, torfowiec brodawkowaty zaś owalne.
Od S. austinii różni się budową pęczków i ścian komórek wodnych listków gałązkowych. U S. affine w pęczku są dwie gałązki odstające i przeważnie dwie gałązki zwisające, u S. affine są dwie gałązki odstające i jedna zwisająca. Ściany komórek wodnych listków gałązkowych stykające się z komórkami chlorofilowymi w przekroju poprzecznym u S. austinii mają charakterystyczne blaszki w całym listku, podczas gdy u S. affine najczęściej tylko u nasady listka.

## Systematyka i zmienność
Synonimy: Sphagnum imbricatum subsp. affine (Renauld & Cardot) Flatberg, Sphagnum imbricatum var. affine (Renauld & Cardot) Warnstorf, Sphagnum imbricatum var. laeve Warnstorf.
Wyróżniana jest odmiana Sphagnum affine var. flagellare (Schlieph. ex Roll) L. Söderstr. & Hedenäs.
W obrębie rodzaju Sphagnum gatunek zaliczany jest do sekcji Sphagnum L., Species Plant. 1753. Gatunki z tej sekcji są trudne do rozróżnienia w naturalnym środowisku, jednak torfowiec pokrewny jest zwykle mniejszy niż przedstawiciele innych należących do niej gatunków, z którymi może występować, w tym S. centrale, S. palustre i S. papillosum.

## Ekologia i biologia
Informacji na temat ekologii tego gatunku jest niewiele. Związany jest z siedliskami minerotroficznymi. W Polsce rośnie na torfowiskach przejściowych, ale także na brzegach stawów i przydrożnych skarpach w wilgotnych borach.

## Ochrona
Gatunek jest objęty w Polsce ochroną od 2001 roku. W latach 2001–2004 podlegał ochronie częściowej, w latach 2004–2014 ochronie ścisłej, a od 2014 roku ponownie objęty jest ochroną częściową, na podstawie Rozporządzenia Ministra Środowiska z dnia 9 października 2014 r. w sprawie ochrony gatunkowej roślin.